# ジャン＝クロード・キリー
ジャン＝クロード・キリー（Jean-Claude Killy, 1943年8月30日 - ）は、フランス出身で1960年代後半に活躍した元アルペンスキー選手。
1968年グルノーブルオリンピックにおいて出場した3種目すべてで優勝し、アルペンスキー世界選手権では6個の金メダルを獲得、さらにアルペンスキー・ワールドカップでは1967年・1968年の2シーズン連続で総合優勝を果たすなど圧倒的な強さを誇り、“王者キリー”(King Killy) の異名を取った。
引退後はカーレーサーやCM・映画出演、実業家などの活動を経て、国際スキー連盟や国際オリンピック委員会などで要職を務めた。

## 経歴

### 生い立ち
フランスが第二次世界大戦中ナチス・ドイツの占領下にある中、パリ郊外の町オー＝ド＝セーヌ県サン＝クルーに生まれる。しかし、終戦後の1945年、一家でサヴォワ県ヴァル＝ディゼールに移り、以降この村で育った。アイルランド系でアルザス出身の父・ロベールはイギリス空軍の元戦闘機パイロットで、この村にスポーツ用品店を開き、後にホテル経営も手がけるようになる。アルプス山脈の谷間に位置するヴァル＝ディゼールはウィンタースポーツの盛んな村で、キリーも3歳の時にスキーを始め、11歳からはレースにも出場するようになっていた。
1950年、母親のマドレーヌが家族を捨てて他の男性と出奔したため、当時7歳だったキリーは姉のフランス、乳児だった弟・ミックとともに父・ロベールに育てられることになった。その後、家から130 km離れたシャモニーの寄宿学校に入学し、卒業後は夏の間税務署員として働き、冬はレースに出るという生活を送っていた。
1960年、フランスのジュニア代表チームに加わる。当時のキリーは、レースでは速かったが、たいていは途中棄権で終わることが多く、1960年代前半は順調とはいえなかった。

### キャリア初期
1961年12月、キリーは初めて国際レース（大回転）で勝利を挙げた。このレースは彼の地元ヴァル・ディゼールで開催され、しかもスタート順が39番目というきわめて不利な位置であったため、彼にとっては格別の勝利であった。この時キリーは18歳だった。
これを見たフランスチームのコーチは、キリーをシャモニーで開催される1962年アルペンスキー世界選手権の大回転に出場させることにした。この若い選手にとって絶好のデビュー戦となるだろうとコーチは考えたのである。ところが、出場選手に選ばれたことを知らなかったキリーは、世界選手権の3週間前、イタリア・コルティーナ・ダンペッツォでの滑降の大会に出場していた。いつものようにコースを大胆に攻めていったキリーは、ゴールまであと200 m足らずというところで転倒、すぐ起き上がって片方のスキーだけでゴールし、最速タイムを叩き出したものの、不運にも片足を骨折していた。結果、世界選手権は松葉杖をついて観戦することになった。
キリーが初めて国際舞台のトップに立ったのは、2年後の1964年、20歳の時にドイツ・ガルミッシュ＝パルテンキルヒェンで行なわれたアールベルク・カンダハーレースの大回転での勝利であった。1964年インスブルックオリンピックではアルペンスキー3種目すべてに出場。これは4年後のグルノーブルオリンピックを見据えてコーチが出場を求めたためであった。しかし、この時キリーは1962年夏にフランス陸軍の兵役義務でアルジェリアに派遣された際に感染していたアメーバ赤痢と肝炎の再発に苦しんでいた。結局、滑降はスタート直後に転倒、回転ではビンディングが外れ、また優勝候補と見られていた大回転では5位に沈むなど、このオリンピックでは実力を出し切れずに終わった。

### 全盛期

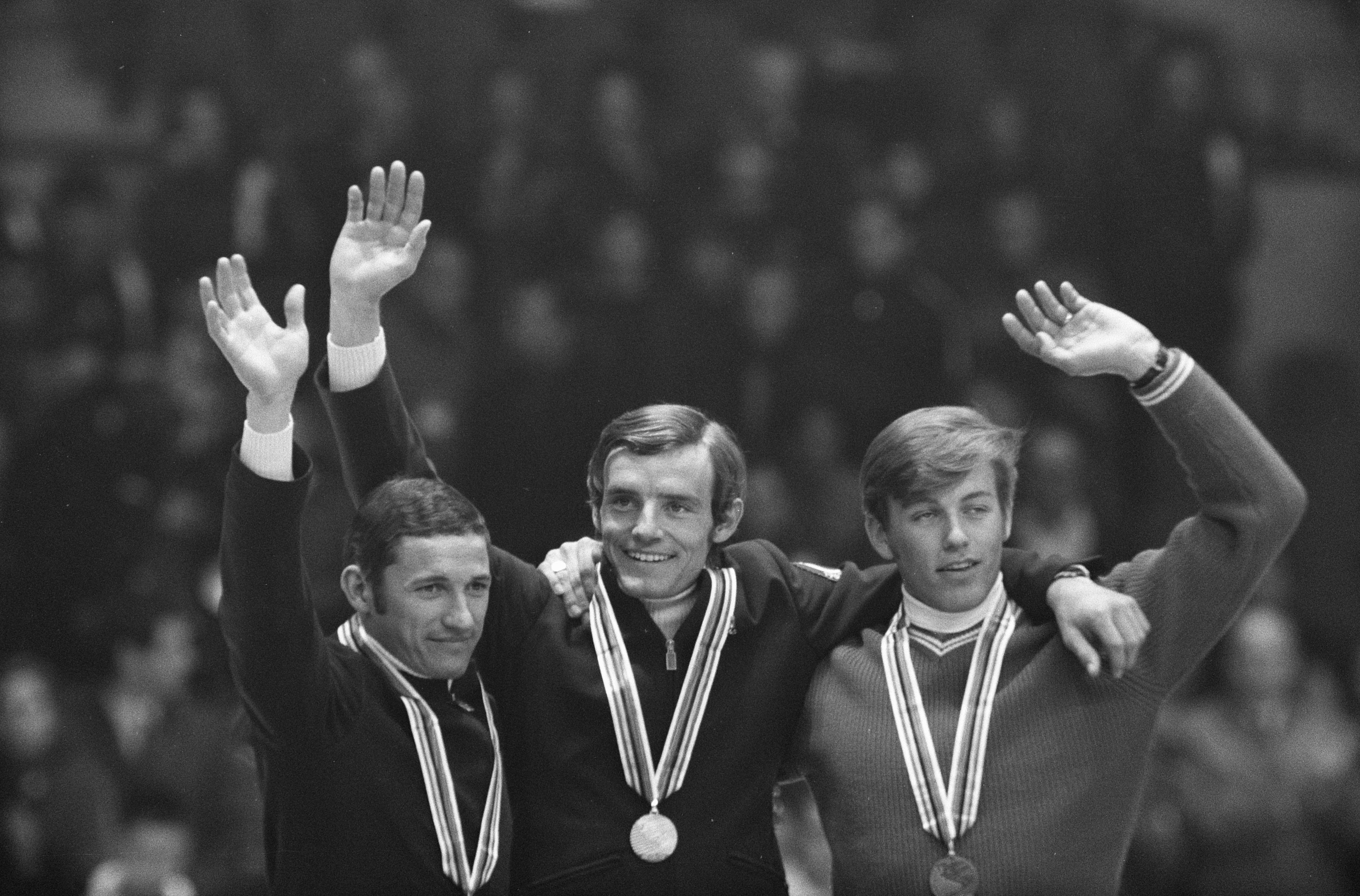
グルノーブル五輪・滑降で優勝し、2位のギー・ペリヤ（左、フランス）、3位のジャン＝ダニエル・ダトウィレル（右、スイス）とともに表彰台に立つキリー

1965年、キッツビュールでのハーネンカムレースで回転・複合に勝利し、世界のトップとしての地位を確かなものにした。1966年8月のチリ・ポルティーリョでの世界選手権では、滑降と複合で優勝を飾った。
1967年よりワールドカップが開催されるようになり、キリーはこの年の全17レース中12勝を挙げて、初代のワールドカップ総合優勝者となった。同時に3種目それぞれの種目別優勝も果たしている。滑降は5戦全勝、大回転は5戦中4勝、回転では7戦中3勝を記録した。
翌1968年のグルノーブルオリンピックでは、滑降・大回転・回転の全種目で金メダルを獲得。大回転では2位以下に2秒以上の差をつける圧倒的勝利であり、回転ではライバルのカール・シュランツらが濃霧のため旗門不通過のミスを犯し失格になるという幸運もあって、1956年コルチナ・ダンペッツオオリンピックでのトニー・ザイラー以来となる冬季オリンピックのアルペンスキー種目三冠を達成した。オリンピックのアルペンスキー種目三冠達成者は、2013年現在でもザイラーとキリーの2人のみである。
もっとも、回転でシュランツが「滑走中に自分の目の前で係員がコースを横切ったために止まらざるを得なかった」と抗議し、滑り直しとなった結果トップタイムを出したものの、審判団の協議の末「最初の滑走で、係員が横切るよりも前に旗門不通過があった」として結局失格となったため、この種目でのキリーの優勝は疑惑が残るものとなった。またこの時、回転の優勝が確定する前に3つの金メダルを揃えてメディアの取材を受けるため、女子回転で優勝したフランスのマリエル・ゴワシェルからメダルを借り受けていたことに対して、スウェーデンの役員のひとりが「アマチュア精神に反している」としてキリーの失格を申し立てるという一幕があったが、この意見は退けられた。
当時はオリンピックが世界選手権も兼ねていたことから、オリンピックの滑降・回転を制したことにより世界選手権の複合金メダルも同時に獲得した。ただし、当時オリンピックでは複合を実施していなかったため、オリンピック記録ではない。このシーズンはオリンピックでの記録もワールドカップの成績に算入されるというルールであったため、キリーは難なくワールドカップ連覇を果たし、種目別でも大回転で優勝、滑降と回転で2位という内容であった。
1968年に現役を引退し、翌1969年にスイス・ジュネーヴに拠点を移した。

### 引退後

#### CM・テレビ出演
1968年、マーク・マコーマック率いるスポーツマネージメント会社、インターナショナル・マネジメント・グループと契約。マコーマックは、グルノーブルオリンピックの前からすでにキリーの人気と知名度を利用した企画を練っており、当時の厳しいアマチュア規定のため機密扱いとなっていたものの、契約はキリーの現役引退ともに即動き出した。ヨーロッパや他の地域、特にアメリカでは、シボレー、ユナイテッド航空、ロレックス、エビアン、モエ・エ・シャンドン、コカ・コーラなどの広告にキリーが登場した。キリーはまた、自らスキーウェアブランド「Veleda-Killy」も立ち上げた。この会社は後にロシニョール社に買収されることになる。
キリーは現役時代にはDYNAMIC製のスキー(VR17)を使ってきたが、1969年初めにヘッドと契約し、自身の名を冠したメタル・グラスファイバー製スキー「Killy 800」を発売。ヘッドはこの年にAMFに買収されたが、その後少なくとも2年間はキリーモデルのスキーを製造し続けていた。
キリーはテレビ業界にも進出し、自らホスト役を務める番組に出演した。『The Killy Style』ではウィンタースポーツで有名なリゾート地の数々をキリーが紹介。『The Killy Challenge』は他の出演者を相手に、ハンデキャップをつけてスキーで勝負をするという内容であった。

#### 映画出演
キリーは1972年のクライム・アクション映画『白銀の冒険』でスキーインストラクターを演じた。この作品は批評家の受けは悪く、失敗作とみなされている。ジム・キャリー主演の1983年の映画『ジム・キャリーの スキーでヤッホー大作戦！』では本人役を演じている。

#### カーレース

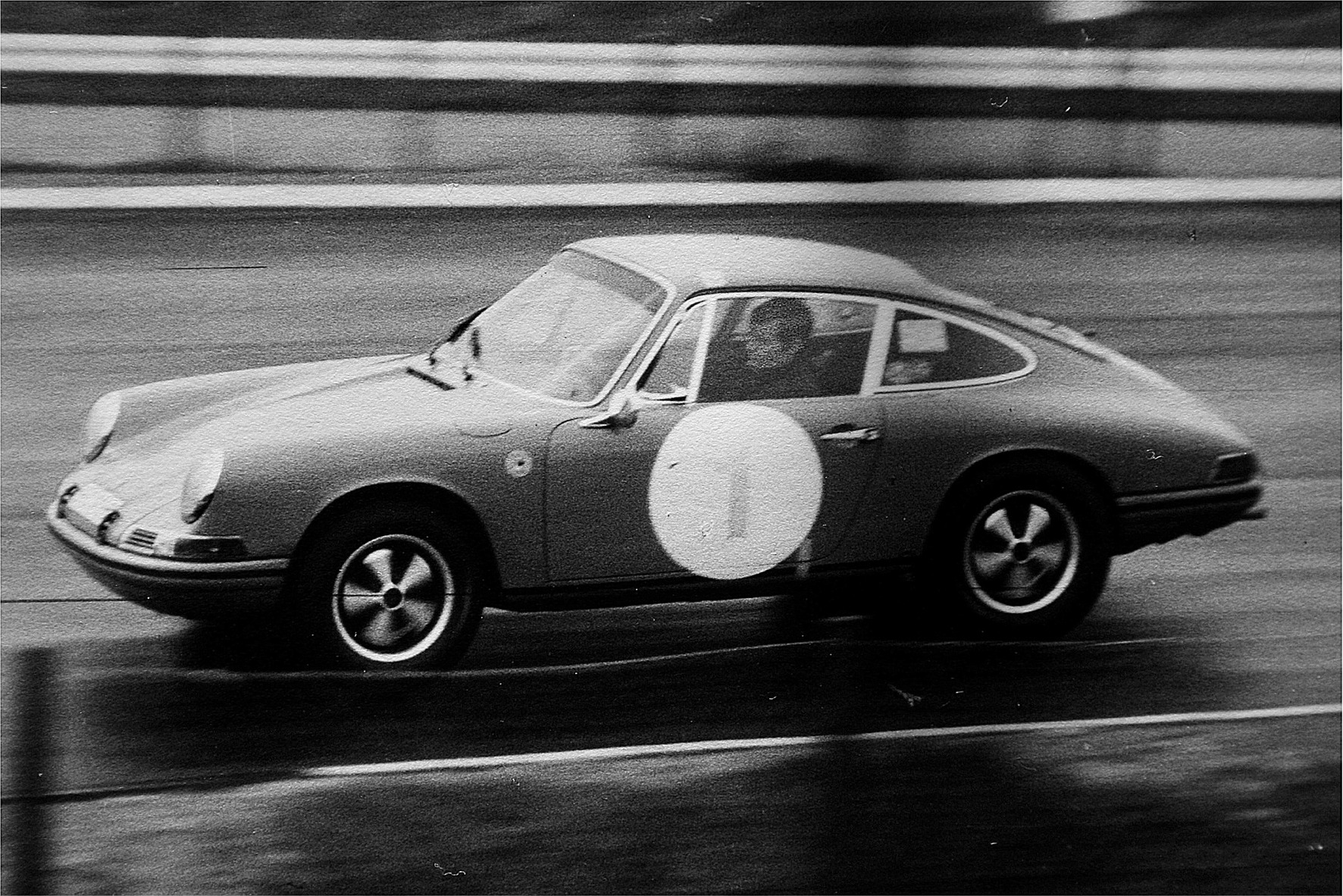
ポルシェ・911を駆るキリー。1968年、ドイツ・ニュルブルクリンクにて

スキー選手として現役だった頃より、キリーはモータースポーツでも活動をしていた。1967年夏、シチリアでのスポーツカー世界選手権・タルガ・フローリオにポルシェ・911Tで参戦し、GTカテゴリーで優勝。1968年にはジャン・ギシェ (Jean Guichet) と組んでニュルブルクリンク1000kmに出場し、GTカテゴリー（2,000ccクラス）で3位、総合で26位に入った。同年にはジャン＝ミシェル・ギオルギ (Jean-Michel Giorgi)、シルヴァン・ギャラン (Sylvain Garant)、アンリ・グレデール (Henri Greder) とともにル・マン24時間レースにも出場したが、途中リタイアに終わった。
キリーと同じ「スキー選手からカーレーサーへ」という道は、その後フランスチームの後輩であるリュック・アルファンも辿っている。

#### プロスキーレース
1972年11月、キリーは29歳で雪上に復帰し、アメリカで12戦シリーズのプロサーキットに1シーズン参戦した。キリーはここでも往年同様の強さを見せて、2回のシリーズ優勝の実績を持つスパイダー・サビッチを抑えてシーズンタイトルを勝ち取り、賞金総額28,625ドルとタイトルボーナス40,000ドルを獲得した。

### スポーツ官僚へ
1977年、キリーは国際スキー連盟 (FIS) のアルペンスキー委員会メンバーに就任し、新たにスポーツ官僚としてのキャリアをスタートさせた。キリーはこの後、1994年までFISに籍を置くことになる。1981年末、盟友であるサヴォワ県選出の国民議会議員ミシェル・バルニエとともに「サヴォワ県で冬季オリンピックを開催して県の経済発展を支援する」との考えを固め、1983年1月、アルベールヴィルが1992年のオリンピック開催地に立候補することを正式に発表。その後、1992年の夏季オリンピック開催候補地にパリが名乗りを上げたため、同じフランスであるアルベールヴィルの招致活動は一時危うくなったが、夏季オリンピックの開催地がスペイン・バルセロナに決定したことで、招致の可能性が復活。1986年10月、アルベールヴィルの当選が決定した。
キリーは、バルニエとともに1987年2月24日に発足したアルベールビルオリンピック組織委員会の委員長に就任したが、そのわずか13日後、「投資配分において彼の故郷であるヴァル＝ディゼールを優遇しすぎている」との抗議を他の自治体から受けたことを理由に辞任。フランソワ・ミッテラン大統領と国際オリンピック委員会 (IOC) のフアン・アントニオ・サマランチ会長が再考を求めた結果、キリーは1988年3月30日に再び組織委員長の席に戻った。オリンピックは競技の面でも、また経済面でも成功をおさめたが、それぞれの競技会場がお互いに離れすぎていることと、会場周囲の自然環境に悪影響を与えたことへの批判も受けた。
アルベールビルオリンピックの仕事の後は、1993年から2001年まで、スポーツマーケティング企業のアモリ・スポル・オルガニザシオン (ASO) の代表の座にあった。ASOはパリマラソンやパリ・ダカール・ラリー、ツール・ド・フランスなどといったレースの主催者であり、キリーは1994年から2000年までジャン＝マリー・ルブランと共同でツール・ド・フランスのディレクターも務めていた。

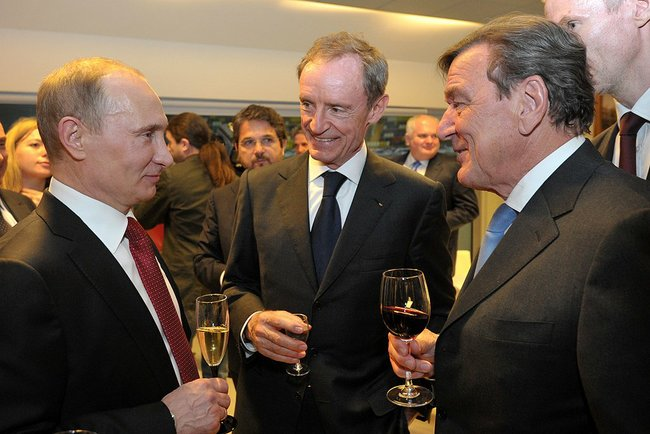
ロシア大統領ウラジーミル・プーチン（左）、元ドイツ首相ゲアハルト・シュレーダー（右）とともに（2012年）

1995年、IOCのメンバーに選出される。IOCでは1998年長野オリンピックで調整委員、2002年ソルトレークシティオリンピック組織委員会副委員長（1996年 - 2002年）、2006年トリノオリンピック組織委員長（2000年 - 2006年）を歴任し、また2007年からは2014年ソチオリンピックの調整委員長を務めた。2012年の夏季オリンピック開催地にパリが立候補した際もキリーは個人的に支援を行なったが、この時はロンドンの前に敗れた。ヴァル＝ディゼールでの2009年アルペンスキー世界選手権では当初組織委員長の座にあったが、政界からの支援が不足していることと新たなメディアセンターの建設の遅れに抗議して、2007年6月に辞任した。その後は、ニースが2018年冬季オリンピックの開催地候補に立候補した際に支援をした。自ら準備状況を監督したソチオリンピック閉幕後の2014年3月28日、70歳という高齢などを理由にIOC委員を辞任した。
1991年、ティエリー・デュサール (Thierry Dussard) によるキリーの伝記『Jean-Claude Killy』が出版された。1999年に20世紀スポーツ選手賞 (World Sports Awards of the Century) においてウィンタースポーツ部門で選出され、2000年にはレジオン・ドヌール勲章（グラン・トフィシエ）を受章。
ヴァル・ディゼールとティーニュにまたがるスキー場には、キリーの栄誉を称えて「エスパス・キリー」（キリーの地）という愛称が1992年につけられている。

## 私生活
キリーは、映画『Snow Job』での共演がきっかけで、1973年にフランスの女優ダニエル・ゴベールと結婚。ゴベールはドミニカ共和国の独裁者ラファエル・トルヒーヨの息子ラダメス・トルヒーヨの妻であったが、1968年に離婚し、その後キリーと出会っていた。キリーとゴベールの間には一人娘があり、またラダメスの子である二人の子も引き取って育てた。二人の結婚生活は1987年にゴベールが癌で亡くなるまで続いた。

## 成績

### オリンピック
- 1964（オーストリア・インスブルック）
  - 大回転：5位
- 1968（フランス・グルノーブル）
  - 滑降：優勝
  - 大回転：優勝
  - 回転：優勝

### 世界選手権
- 1966（チリ・ポルティーリョ）
  - 滑降：優勝
  - 複合：優勝
  - 大回転：5位
- 1968（フランス・グルノーブル）※グルノーブルオリンピックの競技結果による記録
  - 滑降：優勝
  - 大回転：優勝
  - 回転：優勝
  - 複合：優勝

### ワールドカップ
- 総合優勝：2回（1967年・1968年）
- 種目別優勝：4回（滑降：1回／1967年、大回転：2回／1967年・1968年、回転：1回／1967年）
- 合計：18勝（滑降：6勝、大回転：7勝、回転：5勝）
- 表彰台（3位以内）：24回

### その他
- フランススキー選手権
  - 滑降：優勝（1966年）
  - 大回転：優勝（1964年・1967年）
  - 回転：優勝（1964年）
- プロスキー世界選手権優勝（1973年）

### 自動車レース
- タルガ・フローリオ：GTクラス優勝（総合7位、1967年）
- モンツァ1000km：GTクラス2位（総合10位、1968年）
- ニュルブルクリンク1000km：GTクラス3位（総合26位、1968年）
- ル・マン24時間レース 途中リタイア（1968年）

#### ル・マン24時間レース
| 年     | チーム                                 | コ・ドライバー | 使用車両         | クラス | 周回数 | 総合順位 | クラス順位 |
| ------ | -------------------------------------- | -------------- | ---------------- | ------ | ------ | -------- | ---------- |
| 1969年 | ソシエテ・デ・オートモビル・アルピーヌ | ボブ・ウォレク | アルピーヌ・A210 | P 1.6  | 242    | DNF      | DNF        |